# Tom Mike Apostol
Tom Mike Apostol (Helper, Utah, 20 de agosto de 1923-8 de mayo de 2016) fue un ingeniero y matemático estadounidense, especializado en teoría analítica de los números. Fue profesor del California Institute of Technology. Célebre por sus libros de texto, entre los que destacan Calculus y Análisis matemático, ampliamente utilizados en educación superior.

## Biografía

### Orígenes
Era hijo de inmigrantes griegos: su padre era Emmanouil Apostolopoulos, quien llegó a Estados Unidos en 1916 y al nacionalizarse acortó su nombre a Mike Apostol, y su madre era Efrosini Papathanasopoulos, quien en 1922 llegó a Nueva York para casarse con él por encargo.
El 20 de febrero de 2001 fue elegido miembro de la Academia de Atenas.

### Carrera
Obtuvo la licenciatura en ingeniería química y la maestría en matemáticas en la Universidad de Washington y se doctoró en matemáticas en la Universidad de California.
Fue conocido por su dedicación a la docencia y por la multitud de libros de texto de referencia que ha escrito, los cuales miles de estudiantes de todo el mundo utilizan.